# Опоље
Опоље је једна од жупа у Србији која се налази у околини Призрена, уз Средачку жупу, Сиринићку жупу, Гору и Призренски Подгор. Иван Јастребов је доста писао о Опољу. У његово вријеме ту има 985 кућа. Сви су муслимани арнаутског језика. Не спори да међу њима има незнатан број правих, ако се тако може рећи, Арнаута, тј. поарнаућених прије неколико стољећа и овамо пресељених из гора Мата и Дукађина, али већина житеља се поарнаутила тек недавно.
Близу села Заплужја се виде остаци старих цигала за којесу житељи тврдили да је ту била велика црква. О њој нема помена у Душановој хрисовуљи. У селу Бљач су три махале. У Поповој махали (Махала прифтај) су се и тада видјели остаци мале (сеоске) порушене цркве. Опољци су му сами потврдили да нису старосједиоци. Једни су доселили из Подримља (нпр. мјештани села Зрце и Заплужја), други из Љуме и Тетовског округа. Зато нису сачували називе ни потока ни гора планине Шаре, за разлику од житеља Средачке жупе. О опољском властелину Мехмед Кукли-бегу су сачуване најмрачније приче. Његов дворац је срушио 1793. Махмуд-паша Бушатлија. Надимак Кукли је добио по селу Кукли поред којег је себи саградио дворац, на десет инута хода од села Бродосана. Житељи су Јастребову говорили да је он родом из Мале Азије а да је те посједе добио од султана због покоравања Тетова и Призрена. Његове двије џамије у Призрену и селу Бродосан служе као његов увјерљиви споменик. Муслимани га убрајају у свеце. Његов посљедњи потомак, Малић-бег, је убијен на ријеци Морачи у рату против Црне Горе. Опољци, поред муслиманских празника, нису се одрекли да празнују дан Светог Ђорђа (Хурелес), Светог Димитрија (Касим) и Светог Николе 9. маја и то по православном, а не римокатоличком календару. Опољци су причали Јастребову да су до прије 30 година палили бадњаке (палибожић). По њему нема сумње да су се Опољци потурчили у вријеме Кукли-бега почетком 16. вијека. Потурчивши се, промијенили су и језик. Арнаућењу Опољаца умногоме су помогли колонисти Арнаути који су у вријеме Кукли-бега заузели мјеста хришћана који су бјежали од зулума. Хришћани који су остали су поред вјере промијенили и језик.